# Apterostigma electropilosum
Apterostigma electropilosum  (лат.) — ископаемый вид муравьёв-грибководов (Attini) из подсемейства Myrmicinae. Доминиканский янтарь, Центральная Америка, миоцен, возраст находки 16—19 млн лет. Первый ископаемый представитель рода Apterostigma.

## Описание
Муравьи мелкого размера. Длина тела 3,42 мм, длина головы 1,06 мм, ширина головы 0,68 мм. Длина задних бёдер 1,30 мм. Усики 11-члениковые; апикальный сегмент в 2,5 раза длиннее субапикального. Мандибулы несут 11 зубцов на жевательном крае. Пронотум и мезонотум выпуклые, проподеальные шипики отсутствуют. Тело покрыто многочисленными отстоящими волосками. Петиоль короткий, без явного узелка.
Вид был впервые описан в 2007 году американским мирмекологом Тедом Шульцем (Ted R. Schultz , Department of Entomology, National Museum of Natural History
Smithsonian Institution, Вашингтон,  США) вместе с другими ископаемыми муравьями, такими как Apterostigma eowilsoni. Видовое название Apterostigma electropilosum образовано из двух слов: «electrum» (янтарь) + «pilosum» (от названия видовой группы pilosum group, к которой отнесён новый таксон). Ранее из муравьёв-грибководов в ископаемом виде были известны только 3 вида: Trachymyrmex primaevus (Baroni Urbani, 1980), Cyphomyrmex maya, и C. taino (de Andrade, 2003).